# Carl Smith (kompositör)
Carl William Smith, död 1990, är en låtskrivare och musikproducent från Chicago i USA. Han är mest känd för att tillsammans med kollegan Raynard Miner ha skrivit låtarna "Rescue Me" framförd av Fontella Bass 1965 och "(Your Love Keeps Lifting Me) Higher and Higher" för Jackie Wilson 1967.